# Sur la route des chefferies du Cameroun
Sur la route des chefferies du Cameroun. Du visible à l'invisible est une exposition temporaire qui se déroule du 5 avril au 17 juillet 2022 au musée du quai Branly à Paris en France.

## Genèse du projet
Sur la route des chefferies du Cameroun. Du visible à l'invisible est une exposition consacrée à l'art des communautés des hauts plateaux des Grassfields, à l'ouest du Cameroun. L'architecte Sylvain Djache Nzefa est le commissaire de l'exposition. Cindy Olohou est commissaire associée de l'exposition.

### La Route des Chefferies
L'association "La Route des Chefferies" déploie lors de cette exposition près de 300 œuvres - architecture monumentale, forge, créations perlées, sculpture sur bois, ⁣⁣production⁣⁣, ⁣textile, danses traditionnelles - séculaires gardés en pays Bamiléké et alentour par les chefs et dignitaires traditionnels.
La route des chefferies accompagne les instituions royales au Cameroun dans la création de cases patrimoniales -ouvertes aux visiteurs - au sein des chefferies.

### Publics ciblés
L'exposition répond à une demande de la diaspora camerounaise - nombreuse à Paris - de voir des représentations artistiques et des objets des chefferies traditionnelles camerounaises. L'initiative est relayée par la presse,,,.

## Descriptions

### Origine des objets
Environ 270 objets et œuvres d'art conservés dans les chefferies Bamiléké sont pré-assemblés au Cameroun et remontés au quai Branly,. Il s'agit de bien cultuels, culturels et rituels. Une petite partie des objets vient du musée du quai Branly. 25 communautés sont représentées.

### Déroulement
L'exposition se déroule du 5 avril 2022 au 17 juillet 2022 au musée du quai Branly à Paris. Des rencontres thématiques- par exemple celui sur le Ndop - sont organisées durant le déroulement de cette exposition. Une délégation de 6 chefs traditionnels grassfields du nord-ouest et de l'ouest du Cameroun a visité l'exposition. David Simeu, roi des Bapa, Guy Bertrand Momo Soffack Ier, monarque Foto font partie de la délégation des visiteurs et des chefs ayant prêté les objets exposés.

### Supports
Divers supports sont proposés pour expliquer les différents objets de la collection présentés à l'exposition, ainsi 
- Un catalogue de 224 pages contenant 240 illustrations est édité et publié au 5 avril 2022[15].
- Un dossier pédagogique à destination des enseignants et des groupes de visiteurs explique les différents aspect et thème développés dans cette exposition[16].
- Des tracts et pamphlets donnent un résumé du parcours du visiteur[17].
- Des médias pour sourds et autres supports sont conçus[7].

### Thèmes
L'exposition aborde les thèmes des chefferies du Cameroun, de l’organisation d’une chefferie, de l'art au service du pouvoir, de la place des femmes dans les Chefferies et des sociétés secrètes.
Des artistes tels Hervé Youmbi participent à l'exposition avec des stands dédiés,.